# لويس أركيت
لويس أركيت (بالإنجليزية: Lewis Arquette)‏ مواليد 14 ديسمبر 1935 في شيكاغو، الولايات المتحدة - الوفاة 10 فبراير 2001 في لوس أنجلوس، الولايات المتحدة، هو ممثل ومنتج أمريكي بدأ مسيرته الفنية سنة 1977.

## حياته
ترعرع لويس أركيت في الديانة المسيحية الكاثوليكية،  ولكنه إعتنق الإسلام فيما بعد.
توفي أركيت في مدينة لوس أنجلوس، كاليفورنيا، في عام 2001 عن عمر ناهز 65 عاما، وتم تحديد قصور القلب كسبب الوفاة.

## الأعمال
- أليس
- بارني ميلر
- ذا والتونز
- جزيرة الفنتازيا
- السنافر
- الرجل الأخضر الخارق
- سيمون وسيمون
- ريمنغتون ستيل
- حكاية العمالقة
- شرلوك هولمز

## روابط خارجية
- لويس أركيت على موقع IMDb (الإنجليزية)
- لويس أركيت على موقع ميوزك برينز (الإنجليزية)
- لويس أركيت على موقع أول موفي (الإنجليزية)
- لويس أركيت على موقع قاعدة بيانات برودواي على الإنترنت (الإنجليزية)
- لويس أركيت على موقع قاعدة بيانات الأفلام السويدية (السويدية)
- لويس أركيت على موقع إن إن دي بي (الإنجليزية)
- لويس أركيت على موقع قاعدة بيانات الفيلم (الإنجليزية)